# Dieter Borsche
Dieter Borsche, född 25 oktober 1909 i Hannover, Kejsardömet Tyskland, död 5 augusti 1982 i Nürnberg, Västtyskland, var en tysk skådespelare. Borsche filmdebuterade 1935, men blev mer allmänt känd i Tyskland efter andra världskrigets slut då han gjorde flera huvudroller i tysk film på 1950-talet.

## Filmografi, urval
- 1949 – Tro
- 1950 – Fallande stjärnor
- 1951 – Du tog min kärlek
- 1951 – Förvildad ungdom
- 1951 – Kärlekstrumpeten
- 1952 – Pappa behöver en fru
- 1958 – Tid att älska, dags att dö
- 1963 – Das Feuerschiff